# Jicchak ha-Levi Herzog
Jicchak Ajzik Chizkija ha-Levi Herzog (hebrejsky יצחק אייזיק חזקיה הלוי הרצוג‎, též známý jako Jicchak Herzog; 20. listopadu 1888 [podle juliánského kalendáře] – 25. července 1959) byl první vrchní rabín Irska, který tuto funkci zastával v letech 1921 až 1936. O roku 1936 až do své smrti v roce 1959 byl vrchním aškenázským rabínem britské mandátní Palestiny a následně Izraele (po vyhlášení jeho nezávislosti v roce 1948). Jeho starší syn Chajim se stal generálem Izraelských obranných sil a izraelským prezidentem (taktéž i vnuk Jicchak Herzog), zatímco jeho mladší syn Ja'akov se stal rabínem a izraelským velvyslancem v Kanadě. Jeho vnuk Jicchak Herzog byl politikem za izraelskou Stranu práce, od července 2021 je (jedenáctým) izraelským prezidentem.
V roce 1958 mu byla udělena Izraelská cena za rabínskou literaturu.

## Dílo
Rabbi Herzog byl uznáván jako velká rabínská autorita a sepsal řadu knih a článků, týkajících se halachických problémů ohledně Tóry a Státu Izrael. Jeho spisy rovněž pomohly utvořit postoj nábožensko-sionistického hnutí vůči Izraeli. Mezi jeho díla patří:
- Main Institutions of Jewish Law
- Hechal Jicchak
- Torat ha-ohel
- Techuka le-Jisra'el al pi ha-Tora
- Psakim u-chtavim
- The Royal Purple and the Biblical Blue